# سلمان هادي الطعمة
السيّد سلمان هادي آل طعمة (16 فبراير 1935) شاعر ومؤرخ عراقي. ولد في مدينة كربلاء في عائلة شيعية موسوية ونشأ بها على والده. حصل على شهادة المعلمين الابتدائية عام 1959، ثم البكالوريوس من كليّة التربية في جامعة بغداد، عام 1971 والماجيستر من الجامعة الإسلامية في لبنان. له دواوين شعرية ومؤلفات عديدة في التاريخ والأدب، وقد اشتهر لأعماله في التاريخ المحلي لمسقط رأسه.

## سيرته
ولد السيّد سلمان بن هادي بن محمد بن مهدي بن سلمان آل طعمة الموسوي الحائري 16 فبراير 1935 / 13 ذي القعدة 1353 هـ في كربلاء ونشأ بها على والده. اكمل الشهادة الثانوية في ثانوية كربلاء للبنين في 1950 – 1951 ثم دخل دار المعلمين الابتدائية في كربلاء وتخرج فيها 1959. عيّن معلماً في عدد من مدارسها ثم واصل دراسته بكلية التربية جامعة بغداد قسم علم النفس فتخرج فيها 1971.

في سنة 1956 أسهم بتأسيس جمعية أدبية مع لفيف من أدباء كربلاء بأسم رابطة الفرات الأوسط ، استمر نشاطها حتى سنة 1959 .
تقاعد من التعليم في 1985 ليواصل جهوده في البحث عن تاريخ وآثار كربلاء وهو يعد «مؤرخها الأول» وله إلمام بالأدب والأنساب والشعر. نشرت له الصحف الشعر وكانت أول قصيدة نشرت له في صحيفة الإنقاذ ببغداد سنة 1953 وله مقالات كثيرة.

يروي بالإجازة عن أغا بزرك الطهراني وفرج القطيفي ومحمد مهدي الأصفهاني وشهاب الدين المرعشي ومحمد رضا الأصفهاني ويوسف الخراساني ومحمد مهدي الخرسان وحسين آل محفوظ. يروي عنه بالإجازة كامل سلمان الجبوري، أمحمد برو وكاظم الفتلاوي.

وبعد تقاعده أكمل دراسته في لبنان، ومنح شهادتي الماجستير ودكتوراه الدولة من جامعة الحضارة الإسلامية في بيروت سنة 2009. كما حاز على شهادة الماجستير سنة 2010 في العلوم الإسلامية في الجامعة الإسلامية التي أسسها الإمام الشيخ محمد مهدي شمس الدين في لبنان.

## مؤلفاته
- «الأمل الضائع»، 1954
- «الأشواق الحائرة»، 1962
- «من أجلها»، 1980
- «رياض الذكريات»، 1984

وله في الدراسات والتاريخ:
- «تراث كربلاء»، 1964 و1983
- «أعلام الشعراء العباسيين»، 1987
- «المخطوطات العربية في خزائن كربلا»
- «خواطر إسلامية»، 1993
- «شاعرات عراقيات معاصرات»، 1995
- «تاريخ مرقد الحسين والعباس»، 1996
- «عشائر كربلاء وأسرها»، 1998
- «معجم خطباء كربلاء»، 1999
- «من أعلام الفكر العربي»، 1999
- «غزليات الشعراء العرب»، 1999
- «شعراء من كربلا»، 1966
- «كربلاء في الذاكرة»
- «مضات من تاريخ كربلاء»
- «دراسات في الشعر العراقي الحديث»
- «الاسواق الشعبية في كربلاء»
- «كربلاء في ثورة العشرين»، 2000
- «رواد الشعر الحر في العراق»، 2002
- «الموروثات والشعائر في كربلاء»، 2003
- «حكايات من كربلاء»، 2010
- «عيلم من كربلاء في نشأته الأولى»، 2016
- «أعجب القصص في كرامات العباس»، 2021

## وصلات خارجية
- في موقع أرشيف المجلات ، وصلة أخرى